# Rouvroy (Aisne)
Rouvroy – miejscowość i gmina we Francji, w regionie Hauts-de-France, w departamencie Aisne.
Według danych na styczeń 2014 roku gminę zamieszkiwały 472 osoby, a gęstość zaludnienia wynosiła 93,7 osób/km².